# Międzynarodowy Kościół Poczwórnej Ewangelii
Kościół Poczwórnej Ewangelii (ang. Foursquare Gospel Church) lub Międzynarodowy Kościół Poczwórnej Ewangelii (ang. International Church of the Foursquare Gospel) – ewangelikalny kościół protestancki o charakterze zielonoświątkowym. Kościół założyła Aimee Semple McPherson.
W Polsce posiada dwa zbory: w Krakowie i Nowym Targu oraz misję w Gdańsku. 

## Przekonania
Przekonania Kościoła Poczwórnej Ewangelii opierają się na wspólnym wyznaniu wiary. Nazwa wspólnoty pochodzi od wyznawanych przez nią czterech prawd dotyczących osoby Jezusa Chrystusa: Jezus Chrystus – Zbawiciel, Jezus Chrystus – Chrzciciel Duchem Świętym, Jezus Chrystus – Uzdrowiciel, Jezus Chrystus – Nadchodzący Król.

Główne wierzenia:
1. Biblia jest natchnionym Słowem Bożym;
2. Bóg jest Trójjedyny: Ojciec, Syn i Duch Święty;
3. upadek człowieka nastąpił poprzez nieposłuszeństwo
4. Chrystus umarł za nasze grzechy;
5. zbawienie jest z łaski
6. codzienną społeczność z Jezusem
7. chrzest wodny przez zanurzenie
8. stałe obchodzenie Wieczerzy Pańskiej
9. chrzest Duchem Świętym, w dary i owoc Ducha;
10. boskie uzdrowienie
11. drugie przyjście Chrystusa jest bliskie i osobiste
12. sąd ostateczny, w niebo i piekło
13. Kościół jest odpowiedzialny za ewangelizowanie całego świata
14. w dziesięciny i ofiary na cele wykonywania służby (kościelnej)

## Działalność
Kościół posiadał ok. 6,7 mln wiernych w 2010 roku, a 9 mln wiernych 5 lat później skupionych na całym świecie w 149 krajach, głównie w Ameryce. Najwięcej wiernych posiada w Indonezji (patrz: Kościół Zielonoświątkowy w Indonezji) i w Brazylii. W Brazylii kościół przybiera nazwę Międzynarodowy Kościół Poczwórnej Ewangelii.
Główni działacze: Howard P. Courtney – wiceprezydent organizacji, dr Rolf K. McPherson, Jack Hayford – pierwszy pastor zboru w Van Nuys w Kalifornii.
Foursquare World Advance – oficjalny organ prasowy Kościoła.